# Kikiki
Kikiki is een geslacht van vliesvleugeligen uit de familie Mymaridae. De wetenschappelijke naam van dit geslacht is voor het eerst geldig gepubliceerd in 2000 door Huber & Beardsley.

## Soorten
Het geslacht Kikiki is monotypisch en omvat slechts de volgende soort:
- Kikiki huna Huber, 2000